# Acktjärnen (Dalby socken, Värmland)
Acktjärnen är en sjö i Torsby kommun i Värmland och ingår i Göta älvs huvudavrinningsområde. Sjön är 11,1 meter djup, har en yta på 0,293 kvadratkilometer och är belägen 490,2 meter över havet. Vid provfiske har abborre fångats i sjön.

## Delavrinningsområde
Acktjärnen ingår i det delavrinningsområde (674859-134300) som SMHI kallar för Utloppet av Eggsjön. Medelhöjden är 514 meter över havet och ytan är 22,99 kvadratkilometer. Det finns inga avrinningsområden uppströms utan avrinningsområdet är högsta punkten. Vattendraget som avvattnar avrinningsområdet har biflödesordning 3, vilket innebär att vattnet flödar genom totalt 3 vattendrag innan det når havet efter 485 kilometer. Avrinningsområdet består mestadels av skog (74 procent). Avrinningsområdet har 3,32 kvadratkilometer vattenytor vilket ger det en sjöprocent på 14,4 procent.